# Дърам
Вижте пояснителната страница за други значения на Дърам.
Дъ̀рам (на английски: Durham) е град в Северна Англия, център на административното графство Дърам.
Градът е известен със своите норманска катедрала и замък, както и като седалище на Дърамския университет. Има още известно хорово училище, в което са учили някои от най-известните британски личности. Затворът на Дърам е разположен близо до центъра на града.

## География
Дърам е разположен на 13 километра от Съндърланд, Англия. Намира се на 20 километра южно от Нюкасъл. Населението му е около 43 000 души (2001).
През града в посока от север тече река Уиър, която разделя градския център на 3 части и образува така нар. Дърамски полуостров. Градът е хълмов и претендира да бъде построен на символичните 7 хълма. Най-видно и централно място заема катедралата, открояваща се на небосклона. Стръмните брегове на реката са обрасли с гъста дървесна растителност, която добавя допълнителен колорит на града и околността. Западно от Дърам тече река, наречена Брауни, която на юг се слива с река Уиър.

## История
Археологически находки предполагат, че историята на основаването на града датира отпреди 2000 години. Историята на днешния град може ясно да се проследи до 995 г., когато група монаси от Линдисфарн избират стратегическия и висок полуостров за мястото, където да се установят, заедно с тялото на свети Кътбърт, и да изградят църква. Днешната Дърамска катедрала е построена през 1093 г. и още съхранява останките на свети Кътбърт.
Близо до катедралата е разположен Дърамският замък, построен от норманите през 11 век, в чест на Уилям Завоевателя. Средновековната сграда е дом на първия колеж на местния университет от 1893 г. 3 века след построяването на замъка градът често е обсаждан от шотландците.
През Средновековието Дърам е главен център на политическата и духовната сила в околността благодарение на стратегическото му местоположение до границата с Шотландия. Графството Дърам в действителност е пфалцграфство, управлявано от княз-епископ, имащ светска власт и значителна автономия от Уестминстър. Хегемонията на местните епископи продължава до великите реформени действия от 1832 г.
През 1832 г. е основан Дърамският университет, който се помещава в няколко сгради на полуострова и на хълма Елвет на отсрещния бряг на реката. През 19 век градът се разраства в център на добива на каменни въглища. Първото Тържество на миньорите от Дърам (Durham Miners' Gala) е организирано през 1871 г. Превръща се в ежегодно местно събитие, провеждано през втората събота на юли.

## Личности

### Свързани с града
- Роуън Аткинсън (р. 1955) – актьор, учи в местното хорово училище
- Пат Баркър (р. 1943) – писателка, завършва местния университет
- Тони Блеър (р. 1953) – бивш министър-председател на Великобритания, учи в хоровото училище
- Джеймс Фентън (р. 1949) – журналист и поет, учи в хоровото училище

### Родени в града
- Джем Арчър (р. 1966) – китарист в музикалната група „Оуейсис“
- Джеймс Уд (р. 1965) – литературен критик и романист

## Побратимени градове
Дърам има само 1 побратимен град:
- Дърам (Северна Каролина)